# Kroatien i olympiska sommarspelen 1996
Kroatien deltog i de olympiska sommarspelen 1996 med en trupp bestående av 84 deltagare, och det blev två medaljer.

## Basket
Herrar
Gruppspel
| Lag       | Vinster | Förluster | Poäng |
| --------- | ------- | --------- | ----- |
| USA       | 5       | 0         | 10    |
| Litauen   | 3       | 2         | 8     |
| Kroatien  | 3       | 2         | 8     |
| Kina      | 2       | 3         | 7     |
| Argentina | 2       | 3         | 7     |
| Angola    | 0       | 5         | 5     |

|           | Angola | Argentina | Kina   | Kroatien | Litauen | USA    |
| --------- | ------ | --------- | ------ | -------- | ------- | ------ |
| Angola    |        | 62-66     | 67-70  | 48-71    | 49-85   | 54-87  |
| Argentina | 66-62  |           | 77-87  | 75-90    | 65-61   | 68-96  |
| Kina      | 70-67  | 87-77     |        | 78-109   | 55-116  | 70-133 |
| Kroatien  | 71-48  | 90-75     | 109-78 |          | 81-83   | 71-102 |
| Litauen   | 85-49  | 61-65     | 116-55 | 83-81    |         | 82-104 |
| USA       | 87-54  | 96-68     | 133-70 | 102-71   | 104-82  |        |

Slutspel
|  | Kvartsfinaler | Kvartsfinaler |             |       | Semifinaler   | Semifinaler  |              |            | Final      | Final |
|  | 0             | 0             | 0           | 0     | 0             | 0            | 0            | 0          | 0          | 0     |
|  |               |               | 0           | 0     |               |              | 0            | 0          |            |       |
|  |               |               | 0           | 0     |               |              | 0            | 0          |            |       |
|  | 0 Jugoslavien | 0128          | 0           | 0     |               |              | 0            | 0          |            |       |
|  | 0 Jugoslavien | 0128          | 0           | 0     |               |              | 0            | 0          |            |       |
|  | 0 Kina        | 061           | 0           | 0     |               |              | 0            | 0          |            |       |
|  | 0 Kina        | 061           | 0           | 0     | 0 Jugoslavien | 066          | 0            | 0          |            |       |
|  |               |               | 0           | 0     | 0 Jugoslavien | 066          | 0            | 0          |            |       |
|  | 0             | 0 Litauen     | 0           | 058   | 0             |              |              | 0          |            |       |
|  | 0             | 0 Litauen     | 0           | 058   | 0             | 0 Litauen    | 099          | 0          |            |       |
|  | 0             |               |             |       |               | 0 Litauen    | 099          | 0          |            |       |
|  | 0             | 0 Grekland    | 066         | 0     |               |              |              | 0          |            |       |
|  | 0             | 0 Grekland    | 066         | 0     | 0 Jugoslavien | 069          |              | 0          |            |       |
|  | 0             |               |             | 0     | 0 Jugoslavien | 069          |              | 0          |            |       |
|  | 0             | 0             | 0 USA       | 0     | 095           |              |              |            |            |       |
|  | 0             | 0             | 0 USA       | 0     | 095           | 0 Australien | 073          |            |            |       |
|  | 0             | 0             |             |       |               |              | 073          |            |            |       |
|  | 0             | 0             | 0 Kroatien  | 071   | 0             |              |              |            |            |       |
|  | 0             | 0             | 0 Kroatien  | 071   | 0             | 0 Australien | 073          | Bronsmatch | Bronsmatch |       |
|  | 0             | 0             |             |       | 0             | 0 Australien | 073          | Bronsmatch | Bronsmatch |       |
|  | 0             | 0             | 0 USA       | 01001 | 0             | 0            |              |            |            |       |
|  | 0             | 0             | 0 USA       | 01001 | 0             | 0            | 0 USA        | 098        | 0 Litauen  | 080   |
|  | 0             | 0             |             |       | 0             | 0            | 0 USA        | 098        | 0 Litauen  | 080   |
|  | 0             | 0             | 0 Brasilien | 075   | 0             | 0            | 0 Australien | 074        |            |       |
|  | 0             | 0             | 0 Brasilien | 075   | 0             | 0            | 0 Australien | 074        |            |       |
|  |               |               |             |       |               |              |              |            |            |       |
|  |               |               |             |       |               |              |              |            |            |       |

## Bordtennis
Damsingel
- Tamara Boroš
  - 33-48:e plats

Damdubbel
- Eldijana Aganović och Tamara Boroš
  - 17-24:e plats

Herrsingel
- Zoran Primorac
  - 9-16:e plats

Herrdubbel
- Zoran Primorac och Damir Atiković
  - 17-24:e plats

## Boxning
Lätt tungvikt
- Stipe Drviš
  - Kvartsfinal, 5-8:e plats

## Brottning
Tungvikt, grekisk-romersk stil
- Stipe Damjanović
  - 10:e plats

## Friidrott
Herrarnas 1 500 meter
- Branko Zorko
  - 14:e plats

Herrarnas diskuskastning
- Dragan Mustapić
  - Kval — 57,94m (→ gick inte vidare, 27:e plats)

Herrarnas längdhopp
- Siniša Ergotić
  - Kval — Ingen notering (→ gick inte vidaree)

## Gymnastik
Artistisk gymnastik
- Aleksej Demjanov
  - Herrarnas individuella mångkamp- 57:e plats
  - Herrarnas fristående - 50:e plats
  - Herrarnas bygelhäst - 91:e plats
  - Herrarnas ringar - 20:e plats
  - Herrarnas hopp - 63:e plats
  - Herrarnas barr - 60:e plats
  - Herrarnas räck - 87:e plats

## Handboll
Herrar
Gruppspel
| Lag      | Pld | W | D | L | GF  | GA  | GD  | Poäng |
| -------- | --- | - | - | - | --- | --- | --- | ----- |
| Sverige  | 5   | 5 | 0 | 0 | 131 | 94  | +37 | 10    |
| Kroatien | 5   | 4 | 0 | 1 | 132 | 122 | +10 | 8     |
| Ryssland | 5   | 3 | 0 | 2 | 137 | 106 | +31 | 6     |
| Schweiz  | 5   | 2 | 0 | 3 | 126 | 115 | +11 | 4     |
| USA      | 5   | 1 | 0 | 4 | 111 | 142 | −31 | 2     |
| Kuwait   | 5   | 0 | 0 | 5 | 100 | 158 | −58 | 0     |

| Resultat | Sverige | Kroatien | Ryssland | Schweiz | USA   | Kuwait |
| -------- | ------- | -------- | -------- | ------- | ----- | ------ |
| Sverige  |         | 27–18    | 22–20    | 26–19   | 23–19 | 33–18  |
| Kroatien | 18–27   |          | 25–24    | 23–22   | 35–27 | 31–22  |
| Ryssland | 20–22   | 24–25    |          | 30–23   | 31–16 | 32–20  |
| Schweiz  | 19–26   | 22–23    | 23–30    |         | 29–20 | 33–16  |
| USA      | 19–23   | 27–35    | 16–31    | 20–29   |       | 29–24  |
| Kuwait   | 18–33   | 22–31    | 20–32    | 16–33   | 24–29 |        |

Slutspel
|  | Semifinaler | Semifinaler |    |         | Final      | Final |  |
|  |             |             |    |         |            |       |  |
|  |             |             |    |         |            |       |  |
|  | Sverige     | 25          |    |         |            |       |  |
|  | Spanien     | 20          |    |         |            |       |  |
|  |             |             |    |         |            |       |  |
|  |             |             |    |         |            |       |  |
|  |             |             |    |         | Sverige    | 26    |  |
|  |             | Kroatien    | 27 |         |            |       |  |
|  |             |             |    |         |            |       |  |
|  |             |             |    |         |            |       |  |
|  |             |             |    |         | Bronsmatch |       |  |
|  |             |             |    |         |            |       |  |
|  | Frankrike   | 20          |    | Spanien | 27         |       |  |
|  | Kroatien    | 24          |    |         | Frankrike  | 25    |  |

## Kanotsport
Sprint
Herrarnas C-1 500 m
- Ivan Šabjan
  - 10:e plats

- Dražen Funtak
  - 15:e plats

Herrarnas C-1 1000 m
- Ivan Šabjan
  - 8:e plats

Herrarnas C-2 500 m
- Ivan Šabjan & Dražen Funtak
  - 10:e plats

Herrarnas C-2 1000 m
- Ivan Šabjan & Dražen Funtak
  - 10:e plats

Slalom
Herrarnas C-1 slalom
- Andrej Glucks
  - 16:e plats
- Danko Herceg
  - 29:e plats

## Rodd
Herrarnas tvåa utan styrman
- Marko Banović & Ninoslav Saraga
  - 6:e plats

Herrarnas fyra utan styrman
- Igor Boraska, Tihomir Franković, Sead Marušić, Siniša Skelin
  - 7:e plats

Herrarnas dubbelsculler
- Hrvoje Telišman, Danijel Bajlo
  - 12:e plats

## Segling
Herrarnas finnjolle
- Karlo Kuret
  - 19:e plats

Herrarnas 470
- Ivan Kuret & Marko Mišura
  - 13:e plats

## Tennis
Herrar
| Spelare                       | Gren       | Omgång 1                         | Omgång 2                                     | Åttondelsfinaler                          | Kvartsfinaler                                       | Semifinaler       | Final / BM        | Final / BM       |                  |
| Spelare                       | Gren       | Motståndare Poäng                | Motståndare Poäng                            | Motståndare Poäng                         | Motståndare Poäng                                   | Motståndare Poäng | Motståndare Poäng | Placering        |                  |
| ----------------------------- | ---------- | -------------------------------- | -------------------------------------------- | ----------------------------------------- | --------------------------------------------------- | ----------------- | ----------------- | ---------------- | ---------------- |
| Goran Ivanišević              | Herrsingel | Marcos Ondruska (RSA) L 2:6, 4:6 | Gick inte vidare                             | Gick inte vidare                          | Gick inte vidare                                    | Gick inte vidare  | Gick inte vidare  | Gick inte vidare | Gick inte vidare |
| Goran Ivanišević Saša Hiršzon | Herrdubbel | i.u.                             | Emanuel Couto Bernardo Mota (POR) W 7:6, 7:6 | Mark Knowles Roger Smith (BAH) W 7:6, 6:3 | Marc-Kevin Goellner David Prinosil (GER) L 2:6, 3:6 | Gick inte vidare  | Gick inte vidare  | 5                |                  |

Damer
| Spelare               | Gren      | Omgång 1                             | Omgång 2                                          | Åttondelsfinaler                                           | Kvartsfinaler                      | Semifinaler       | Final / BM        | Final / BM       |
| Spelare               | Gren      | Motståndare Poäng                    | Motståndare Poäng                                 | Motståndare Poäng                                          | Motståndare Poäng                  | Motståndare Poäng | Motståndare Poäng | Placering        |
| --------------------- | --------- | ------------------------------------ | ------------------------------------------------- | ---------------------------------------------------------- | ---------------------------------- | ----------------- | ----------------- | ---------------- |
| Iva Majoli            | Damsingel | Nicole Bradtke (AUS) W 3-6, 6-3, 6-4 | Virginia Ruano-Pascual (ESP) W 7-5, 6-3           | Karina Habšudová (SVK) W 6-4, 3-6, 6-4                     | Lindsay Davenport (USA) L 5-7, 3-6 | Gick inte vidare  | Gick inte vidare  | 5                |
| Iva Majoli Maja Murić | Damdubbel | i.u.                                 | Silvia Farina Laura Golarsa (ITA) W 7:6, 4-6, 9-7 | Conchita Martínez Arantxa Sánchez Vicario (ESP) L 2:6, 1-6 | Gick inte vidare                   | Gick inte vidare  | Gick inte vidare  | Gick inte vidare |